# Британская индийская армия
Британская индийская армия (англ. British Indian Army) — армия Британской Индии, существовавшая в конце XIX — первой половине XX веков.

## О названии
Официальным названием армии было «Индийская армия». В современной литературе приставка «Британская» употребляется для того, чтобы отличать её от армии современной Индии.
Значение термина «Индийская армия» менялось с течением времени. В 1858—1894 году это было неформальным обобщённым названием для армий Президентств. С 1895 года термин «Индийская армия» стал употребляться для военных формирований, подчинявшихся администрации Британской Индии.
Кроме того, нужно различать следующие три понятия:
- Индийская армия (англ. Indian Army) — войска, набиравшиеся в Индии и имевшие Индию в качестве места постоянной дислокации. Рядовой состав был из индийцев, на командных должностях служили как британцы, так и проявившие себя индийцы.
- Британская армия в Индии (англ. British Army in India) — части Британской армии, направленные по какой-либо причине в Индию. После выполнения поставленных задач их обычно возвращали в Великобританию или перебрасывали в другие регионы Британской империи.
- Армия Индии (англ. Army of India) — термин, объединяющий Индийскую армию и Британскую армию в Индии.

## История создания и развития

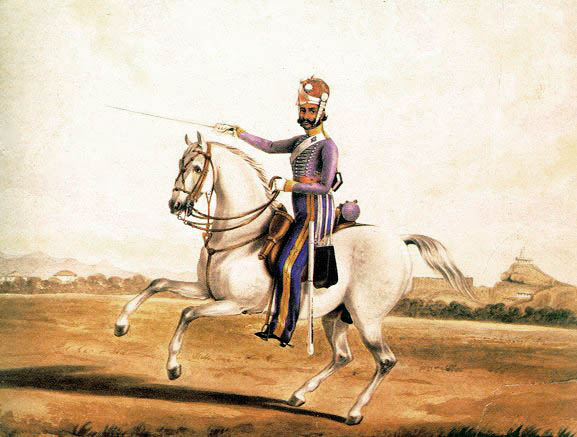
Совар 6-го Мадрасского полка лёгкой кавалерии

До середины XIX века британские территории в Индии находились под управлением Британской Ост-Индской компании. В административном плане они были разбиты на три Президентства, в каждом из которых существовали свои вооружённые силы, обобщённо называвшиеся «Армии президентств». Самой крупной из них была Бенгальская армия, в которую набирались в основном мусульмане из Бенгальского президентства.

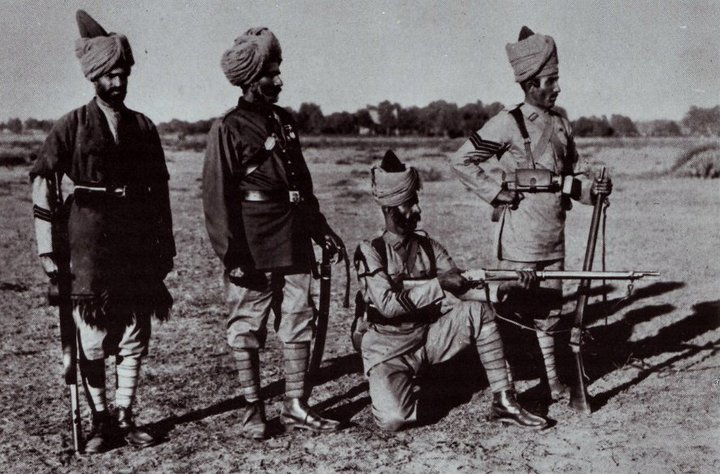
Сипай, индийский офицер, хавильдар и ланс-наик Корпуса разведчиков, 1878

После восстания 1857—1858 годов управление Индией было передано от Ост-Индской компании Британской Короне. В 1860 году все европейские полки армий Президентств вошли в состав Британской армии, а туземные части продолжали существовать в рамках армий Президентств, и служащие в них европейские офицеры считались не офицерами Британской армии, а офицерами, соответственно, Бенгальской, Мадрасской или Бомбейской армии. Была изменена система набора: теперь в армию стали принимать не только мусульман, но и представителей т. н. «воинственных рас»: маратхов, раджпутов, сикхов, гуркхов, пуштунов, гаркхвалов, мохъялов, догров, джатов и белуджей.

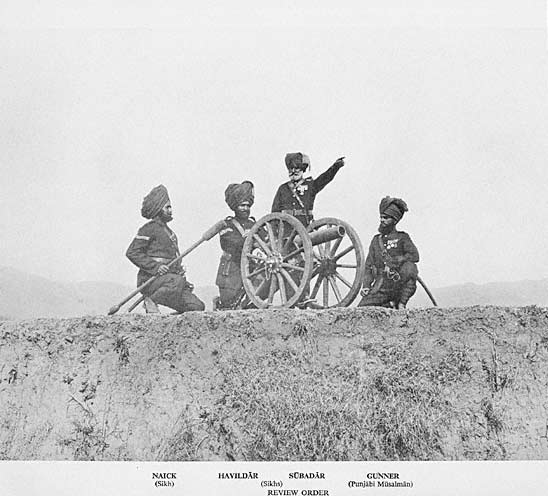
4-я батарея горной артиллерии. 1895

26 октября 1894 года Армейский департамент издал Приказ № 981, в соответствии с которым с 1 апреля 1895 года три армии Президентств объединялись в единую Индийскую армию. Вооружённые силы Индийской армии были разделены на четыре Командования: Северное, Южное, Западное и Восточное. В 1902 году главнокомандующим Индийской армией был назначен лорд Китченер, который провёл крупные реформы. В дополнение к Командованиям, в 1903—1909 годах были сформированы 8 дивизий: 1-я (Пешаварская), 2-я (Равалпиндивская), 3-я (Лахорская), 4-я (Кветтаская), 5-я (Мхоуская), 6-я (Пунаская), 7-я (Мератхская) и 8-я (Лакхнауская). К началу Первой мировой войны была сформирована 9-я (Секундерабадская) дивизия.
В результате реформ Китченера индийская армия стала по структуре подобна британской. Дивизия Индийской армии состояла из трёх бригад четырёхбатальонного состава; в каждой бригаде три батальона были из Индийской армии, и один — из Британской. Индийские батальоны зачастую были сегрегированы, роты формировались с учётом племени, касты и религии. Традиционной бедой Индийской армии была нехватка артиллерии (после восстания сипаев было оставлено лишь 12 батарей горной артиллерии), поэтому в боевых действиях дивизиям Индийской армии в поддержку придавалась Королевская артиллерия.

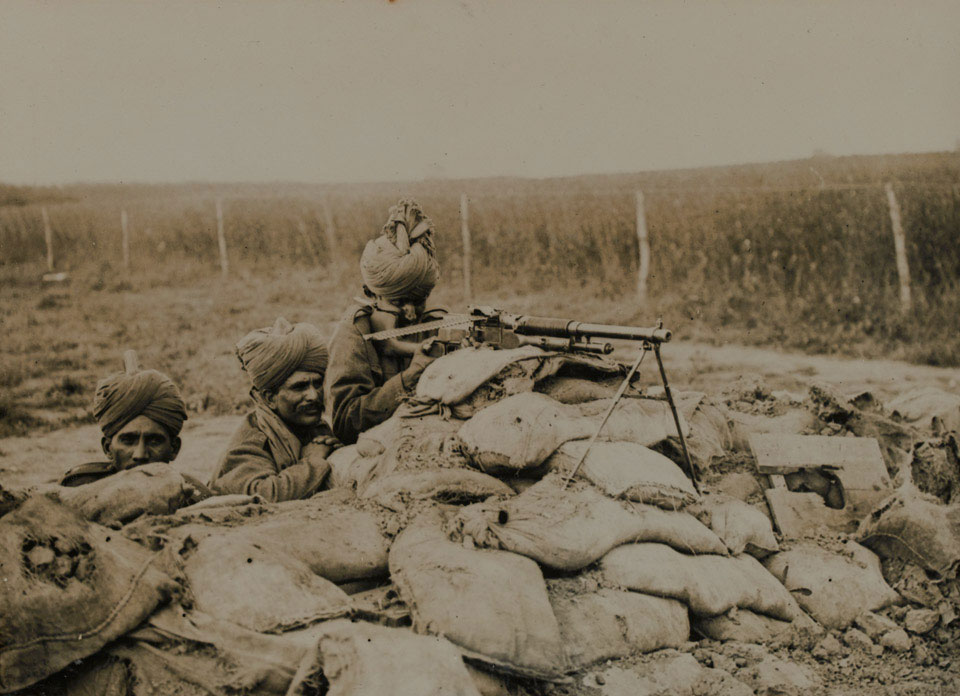
Индийские солдаты во Фландрии

В Индийскую армию всегда набирали только добровольцев. К Первой мировой войне численность Индийской армии составила 155 тысяч человек, а к ноябрю 1918 года — 573 тысячи человек; всего за годы Первой мировой войны в Индийскую армию пришло полтора миллиона добровольцев. Должности в Индийской армии считались менее престижными, чем должности в Британской армии, но оплата там была существенно выше, в результате чего офицеры Индийской армии могли жить на своё жалованье, не нуждаясь в дополнительных источниках дохода. Служащие в Индийской армии британские офицеры были обязаны изучать язык подчинённых-индийцев, которые набирались в основном из хиндиязычных регионов. Для обеспечения армии офицерами, знакомыми с местными условиями, в 1907 году в Кветте был открыт Командно-штабной колледж.
После Первой мировой войны начался процесс «индианизации» индийской армии. Королевская военная академия в Сандхёрсте начала принимать кадетов-индийцев, которые после её окончания получали офицерские звания и занимали офицерские должности, иногда командуя даже британскими подразделениями. В связи с тем, что однобатальонные полки показали свою неуклюжесть, в 1922 году была проведена реорганизация Индийской армии. В 1932 году была открыта Индийская военная академия в Дехрадуне, что позволило расширить подготовку офицеров.

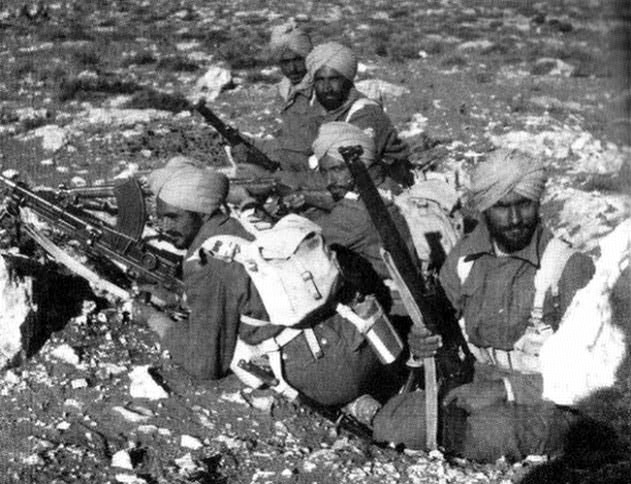
Индийские солдаты в Северной Африке

К началу Второй мировой войны численность индийской армии достигла 205 тысяч человек. За годы войны она выросла до 2,5 миллионов человек, став крупнейшей добровольческой армией в истории. Помимо многочисленных новых пехотных корпусов и дивизий были сформированы две танковые и одна парашютно-десантная дивизии. В вопросах управления, подготовки и вооружения Индийская армия достигла большой независимости; в годы войны на её вооружении зачастую стояли типы оружия, отличные от используемых в Британской армии.
После состоявшегося в 1947 году раздела Британской Индии около двух третей бывшей индийской армии вошло в состав армии Индийского Союза, а одна треть — в армию доминиона Пакистан. Четыре полка непальских гуркхов (набиравшихся за пределами Британской Индии) были переведены в состав британской армии и передислоцированы в Малайю. Британские части были выведены с территории бывшей Британской Индии к 28 февраля 1948 года.
Подавляющее большинство мусульман, служивших в Индийской армии, вошло в свежесозданную армию Пакистана. В связи с нехваткой опытных офицеров, несколько сотен британских офицеров остались служить в Пакистане по контрактам до начала 1950-х годов.

## Боевой путь

### Войны, в которых участвовали армии Президентств после перехода Индии под управление Британской Короны
- Вторая Опиумная война (1856—1860)
- Англо-эфиопская война (1867—1868)
- Вторая англо-афганская война (1878—1880)
- Англо-египетская война (1882)
- Третья англо-бирманская война (1885—1887)

### Войны, в которых участвовала Британская индийская армия
- Восстание махдистов (1898)
- Ихэтуаньское восстание (1900—1901)
- Британская экспедиция в Тибет (1903—1904)
- Первая мировая война (1914—1918)
- Интервенция в Закавказье (1918—1920)
- Английская интервенция в Средней Азии (1918—1920)
- Третья англо-афганская война (1919)
- Вторая мировая война (1939—1945)